# Tennis Masters Cup 2008

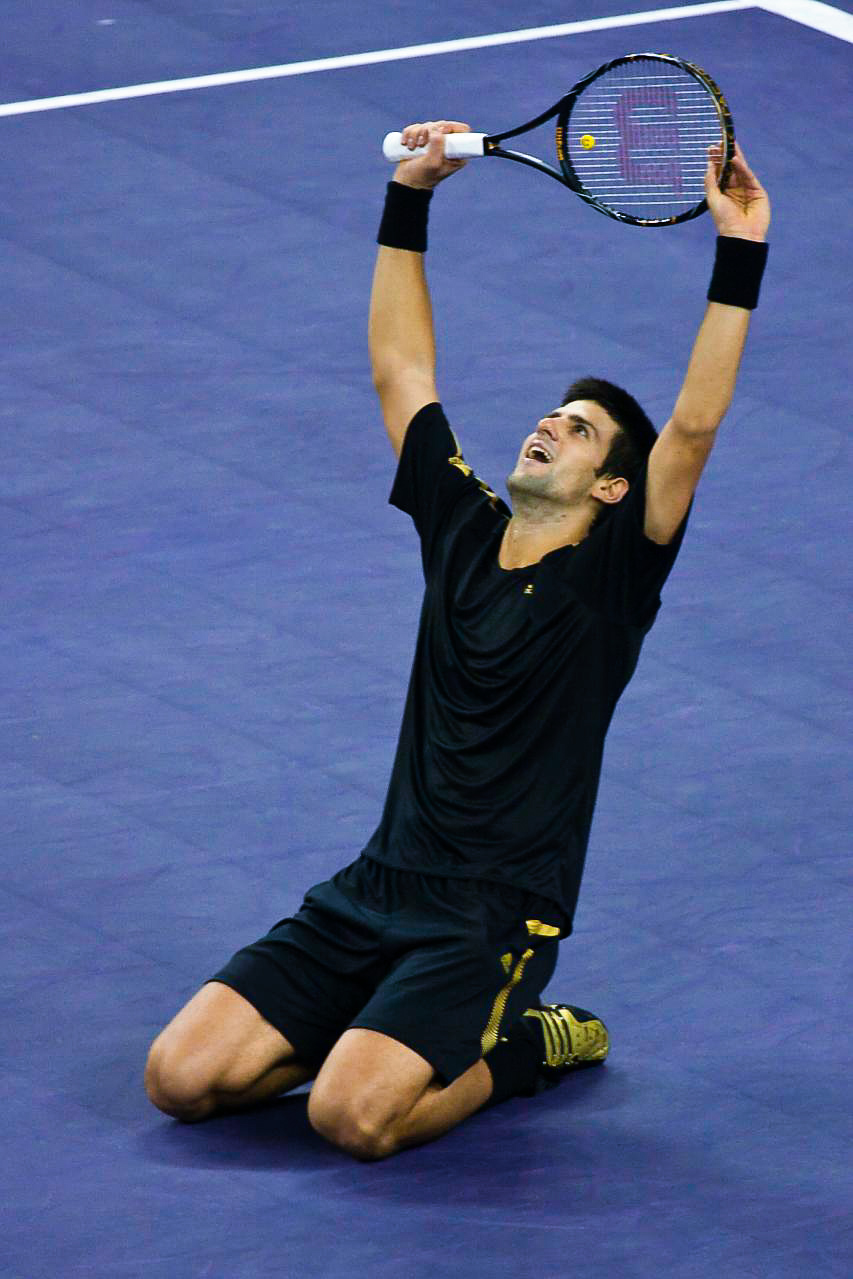
Vítězný Novak Djoković

Tenisový turnaj ATP Tennis Masters Cup 2008 se konal ve dnech 9.–16. listopadu v čínské Šanghaji. V multifunkčním stadionu Čchi-čung byl instalován dvorec s tvrdým povrchem. Závěrečné události sezóny se zúčastnilo 8 nejlépe postavených tenistů a tenisových párů v žebříčku ATP Champions Race. Odměny činily 4 450 000 dolarů.

## Dvouhra

### Nasazení hráčů
| Č. | Tenista                  | Žebříček ATP |
| -- | ------------------------ | ------------ |
| 1  | Roger Federer            | 2            |
| 2  | Novak Djoković           | 3            |
| 3  | Andy Murray              | 4            |
| 4  | Nikolaj Davyděnko        | 5            |
| 5  | Andy Roddick (odstoupil) | 6            |
| 6  | Jo-Wilfried Tsonga       | 7            |
| 7  | Juan Martín del Potro    | 8            |
| 8  | Gilles Simon             | 9            |
| 9  | Radek Štěpánek           | 27           |

## Finálové zápasy
|  | Semifinále | Semifinále        | Semifinále     | Semifinále | Semifinále |                |                   | Finále | Finále | Finále | Finále | Finále | Finále | Finále |
|  |            |                   |                |            |            |                |                   |        |        |        |        |        |        |        |
|  | 3          | Andy Murray       | 5              | 2          |            |                |                   |        |        |        |        |        |        |        |
|  | 4          | Nikolaj Davyděnko | 7              | 6          |            |                |                   |        |        |        |        |        |        |        |
|  | 4          | Nikolaj Davyděnko | 7              | 6          |            | 4              | Nikolaj Davyděnko | 1      | 5      |        |        |        |        |        |
|  |            |                   |                |            |            | 4              | Nikolaj Davyděnko | 1      | 5      |        |        |        |        |        |
|  |            | 2                 | Novak Djoković | 6          | 7          |                |                   |        |        |        |        |        |        |        |
|  | 2          | 2                 | Novak Djoković | 6          | 7          | Novak Djoković | 4                 | 6      | 7      |        |        |        |        |        |
|  | 2          |                   |                |            |            | Novak Djoković | 4                 | 6      | 7      |        |        |        |        |        |
|  | 8          | Gilles Simon      | 6              | 3          | 5          |                |                   |        |        |        |        |        |        |        |

## Zápasy ve skupinách

### Červená skupina

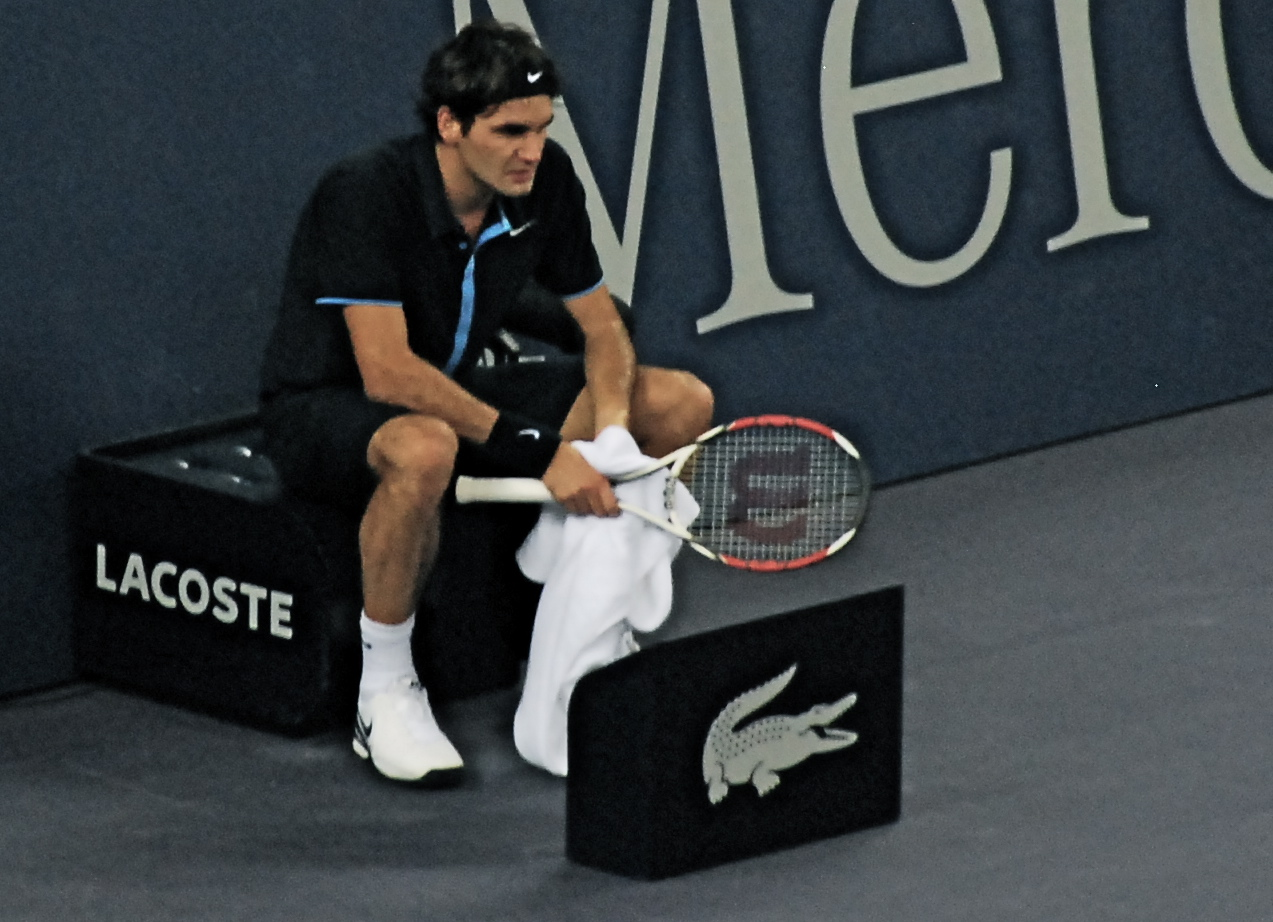
Federer v zápase, ve kterém podlehl Murraymu

| Č. | Tenista       | Č. | Tenista        | Výsledek       |
| -- | ------------- | -- | -------------- | -------------- |
| 8  | Gilles Simon  | 1  | Roger Federer  | 4–6, 6–4, 6–3  |
| 3  | Andy Murray   | 5  | Andy Roddick   | 6–4, 1–6, 6–1  |
| 3  | Andy Murray   | 8  | Gilles Simon   | 6–4, 6–2       |
| 1  | Roger Federer | 9  | Radek Štěpánek | 7–64, 6–4      |
| 8  | Gilles Simon  | 9  | Radek Štěpánek | 6–1, 6–4       |
| 3  | Andy Murray   | 1  | Roger Federer  | 4–6, 7–63, 7–5 |

| Pořadí | Tenisté        | Zápasy výhry–prohry | Sety výhry–prohry | Bilance setů |
| ------ | -------------- | ------------------- | ----------------- | ------------ |
| 1.     | Andy Murray    | 3–0                 | 6–2               | +4           |
| 2.     | Gilles Simon   | 2–1                 | 4–3               | +1           |
| 3.     | Roger Federer  | 1–2                 | 4–4               | 0            |
| 4.     | Andy Roddick   | 0–1                 | 1–2               | –1           |
| 5.     | Radek Štěpánek | 0–2                 | 0–4               | -4           |

### Zlatá skupina
| Č. | Tenista               | Č. | Tenista               | Výsledek        |
| -- | --------------------- | -- | --------------------- | --------------- |
| 2  | Novak Djoković        | 7  | Juan Martín del Potro | 7–5, 6–3        |
| 4  | Nikolaj Davyděnko     | 6  | Jo-Wilfried Tsonga    | 6–76, 6–4, 7–60 |
| 7  | Juan Martín del Potro | 6  | Jo-Wilfried Tsonga    | 7–64, 7–65      |
| 2  | Novak Djoković        | 4  | Nikolaj Davyděnko     | 7–63, 0–6, 7–5  |
| 6  | Jo-Wilfried Tsonga    | 2  | Novak Djoković        | 1–6, 7–5, 6–1   |
| 4  | Nikolaj Davyděnko     | 7  | Juan Martín del Potro | 6–3, 6–2        |

| Pořadí | Tenisté               | Zápasy výhry–prohry | Sety výhry–prohry | Bilance setů |
| ------ | --------------------- | ------------------- | ----------------- | ------------ |
| 1.     | Novak Djoković        | 2–1                 | 5–3               | +2           |
| 2.     | Nikolaj Davyděnko     | 2–1                 | 5–3               | +2           |
| 3.     | Juan Martín del Potro | 1–2                 | 2–4               | –2           |
| 4.     | Jo-Wilfried Tsonga    | 1–2                 | 3–5               | –2           |

## Čtyřhra

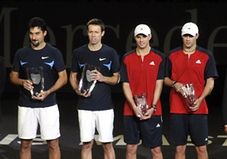
Vítězové Nestor a Zimonjic vlevo, finalisté bratři Bryanovi vpravo

### Nasazení hráčů
| Č. | Tenista                              | Žebříček ATP |
| -- | ------------------------------------ | ------------ |
| 1  | Bob Bryan Mike Bryan                 | 1            |
| 2  | Daniel Nestor Nenad Zimonjić         | 2            |
| 3  | Maheš Bhúpatí Mark Knowles           | 3            |
| 4  | Jonas Björkman Kevin Ullyett         | 4            |
| 5  | Jonatan Erlich Andy Ram (odstoupili) | 5            |
| 5  | Jeff Coetzee Wesley Moodie           | 6            |
| 6  | Lukáš Dlouhý Leander Paes            | 7            |
| 7  | Mariusz Fyrstenberg Marcin Matkowski | 8            |
| 8  | Pablo Cuevas Luis Horna              | 13           |

## Finálové zápasy
|  | Semifinále | Semifinále                           | Semifinále                   | Semifinále | Semifinále |                         |                      | Finále | Finále | Finále | Finále | Finále | Finále | Finále |
|  |            |                                      |                              |            |            |                         |                      |        |        |        |        |        |        |        |
|  | 1          | Bob Bryan Mike Bryan                 | 6                            | 6          |            |                         |                      |        |        |        |        |        |        |        |
|  | 7          | Mariusz Fyrstenberg Marcin Matkowski | 4                            | 4          |            |                         |                      |        |        |        |        |        |        |        |
|  | 7          | Mariusz Fyrstenberg Marcin Matkowski | 4                            | 4          |            | 1                       | Bob Bryan Mike Bryan | 6      | 2      |        |        |        |        |        |
|  |            |                                      |                              |            |            | 1                       | Bob Bryan Mike Bryan | 6      | 2      |        |        |        |        |        |
|  |            | 2                                    | Daniel Nestor Nenad Zimonjić | 7          | 6          |                         |                      |        |        |        |        |        |        |        |
|  | 8          | 2                                    | Daniel Nestor Nenad Zimonjić | 7          | 6          | Pablo Cuevas Luis Horna | 1                    | 3      |        |        |        |        |        |        |
|  | 8          |                                      |                              |            |            | Pablo Cuevas Luis Horna | 1                    | 3      |        |        |        |        |        |        |
|  | 2          | Daniel Nestor Nenad Zimonjić         | 6                            | 6          |            |                         |                      |        |        |        |        |        |        |        |

## Zápasy ve skupinách

### Červená skupina
| Č. | Tenista                    | Č. | Tenista                    | Výsledek         |
| -- | -------------------------- | -- | -------------------------- | ---------------- |
| 1  | Bob Bryan Mike Bryan       | 8  | Pablo Cuevas Luis Horna    | 6–1, 7–64        |
| 3  | Maheš Bhúpatí Mark Knowles | 5  | Jeff Coetzee Wesley Moodie | 6–2, 6–3         |
| 1  | Bob Bryan Mike Bryan       | 3  | Maheš Bhúpatí Mark Knowles | 7–5, 3–6, 10–4   |
| 8  | Pablo Cuevas Luis Horna    | 5  | Jeff Coetzee Wesley Moodie | 6–2, 6–72, 11–9  |
| 5  | Jeff Coetzee Wesley Moodie | 1  | Bob Bryan Mike Bryan       | 6–2, 2–6, 12–10  |
| 8  | Pablo Cuevas Luis Horna    | 3  | Maheš Bhúpatí Mark Knowles | 6–73, 7–64, 10–5 |

| Pořadí | Tenisté                    | Zápasy výhry–prohry | Sety výhry–prohry | Bilance setů |
| ------ | -------------------------- | ------------------- | ----------------- | ------------ |
| 1.     | Bob Bryan Mike Bryan       | 2–1                 | 5–3               | +2           |
| 2.     | Pablo Cuevas Luis Horna    | 2–1                 | 4–4               | 0            |
| 3.     | Maheš Bhúpatí Mark Knowles | 1–2                 | 4–4               | 0            |
| 4.     | Jeff Coetzee Wesley Moodie | 1–2                 | 3–5               | –2           |

### Zlatá skupina
| Č. | Tenista                              | Č. | Tenista                              | Výsledek        |
| -- | ------------------------------------ | -- | ------------------------------------ | --------------- |
| 2  | Daniel Nestor Nenad Zimonjić         | 7  | Mariusz Fyrstenberg Marcin Matkowski | 7–64, 5–7, 10–4 |
| 4  | Jonas Björkman Kevin Ullyett         | 6  | Lukáš Dlouhý Leander Paes            | 6–3, 7–5        |
| 7  | Mariusz Fyrstenberg Marcin Matkowski | 6  | Lukáš Dlouhý Leander Paes            | 7–6, 6–3        |
| 2  | Daniel Nestor Nenad Zimonjić         | 4  | Jonas Björkman Kevin Ullyett         | 6–1, 6–4        |
| 2  | Daniel Nestor Nenad Zimonjić         | 6  | Lukáš Dlouhý Leander Paes            | 6–1, 6–4        |
| 7  | Mariusz Fyrstenberg Marcin Matkowski | 4  | Jonas Björkman Kevin Ullyett         | 6–2, 1–6, 10–6  |

| Pořadí | Tenisté                              | Zápasy výhry–prohry | Sety výhry–prohry | Bilance setů |
| ------ | ------------------------------------ | ------------------- | ----------------- | ------------ |
| 1.     | Daniel Nestor Nenad Zimonjić         | 3–0                 | 6–1               | +5           |
| 2.     | Mariusz Fyrstenberg Marcin Matkowski | 2–1                 | 5-3               | +2           |
| 3.     | Jonas Björkman Kevin Ullyett         | 1–2                 | 3-4               | –1           |
| 4.     | Lukáš Dlouhý Leander Paes            | 0–3                 | 0–6               | –6           |